# Yōko Yaguchi
Yōko Yaguchi (矢口 陽子, Yaguchi Yōko) (27 d'agost de 1921, Xangai – 1 de febrer de 1985, Fukuoka) va ser una actriu japonesa, i durant 39 anys la dona de director de cinema japonès Akira Kurosawa.

## Vida personal
Quan treballava com a actriu en la segona pel·lícula d'Akira Kurosawa, Ichiban utsukushiku (La més bella), Yaguchi es van enfrontar amb ell per la manera com tractava els actors. Tanmateix, la parella van connectar tot i els enfrontaments i es van casar el 1945. Va tenir dos fills: un nen Hisao, i una nena, Kazuko.
A la seva mort el 1985, ja tenien quatre nets: tres de Hisao casat amb Hiroko Hayashi i un de Kazuko.

## Filmografia
- Renga joko (1940)
- Enoken no songokū: songokū zenko-hen (Monkey Sun) (1940)
- Jogakusei-ki (1941)
- Ichiban utsukushiku (La més bella) (1944)